# 非科学常識ケータイくん!
『非科学常識ケータイくん』（ひかがくじょうしきケータイくん）は、瀬田ハルヒによる日本の漫画作品。

## 概要
『なかよし』（講談社）にて2010年11月号に読切が掲載後、2011年3月号から2011年9月号まで連載された。

## あらすじ
四ツ谷 稔はある日トイレに4年間使った携帯を落として廃品にしてしまう。そこに運よく海外にいる両親に携帯を送ってもらうが、その携帯の機能の一つ「ケータイくんモード」を設定すると携帯が人間と化してしまう。人間と化した携帯は美しい美少年ではあるが無表情で携帯としての役割を無理やりでも果たす、とんでもない携帯であった。

## 登場人物
四ツ谷 稔（よつや みのる）
主人公。14歳。
ケータイ
稔の携帯電話。自己紹介で「携帯」と名乗ったため、学校では皆から「ケイ・タイ」という名前だと思われる。
ビビアン
美少女。
中根 絵名（なかね えな）
稔の友達。
東道（とうどう）
稔が憧れていた先輩。

## 書誌情報
- 瀬田ハルヒ『非科学常識ケータイくん!』講談社〈講談社コミックスなかよし〉全2巻
  1. 2011年6月6日発売[1]、『なかよし』2010年11月号、2011年3月号、4月号、6月号、ISBN 978-4-06-364308-4
  2. 2011年10月6日発売[2]、『なかよし』2011年7月号 - 9月号、ISBN 978-4-06-364325-1
    - 読切「うさ番!」併録。